# Мун Хёнгён
Мун Хёнгён (28 февраля 1998) — северокорейская спортсменка, борец вольного стиля, победитель Азиатских игр.

## Биография
26 апреля 2019 года на чемпионате Азии в китайском Сиане, в борьбе за бронзовую медаль она уступила Сакши Малик из Индии, заняв итоговое 5 место. 23 октября 2019 года в китайском Ухане, одолев в финале россиянку Марию Кузнецову, она победила на Всемирных военных играх. 5 октября 2023 года в китайском Ханчжоу, победив в финальной схватке Ноноку Одзаки из Японии, стала победителем Азиатских игр. В апреле 2024 года в Бишкеке она участвовала в азиатском квалификационном турнире, где получила квоту для КНДР на Олимпийские игры в Париже. Однако на Олимпиаде не выступила, её место заняла Ли Хан Бит из Южной Кореи.